# Artio
Artio ist eine gallische Jagd- und Bärengöttin, die bei den Helvetiern und Treverern verehrt wurde. Ihr Name wird von artos, dem gallischen Wort für „Bär“ (altir. art; kymr. arth) abgeleitet.
In der Interpretatio Romana wird Artio der Diana gleichgesetzt.

## Archäologische Funde

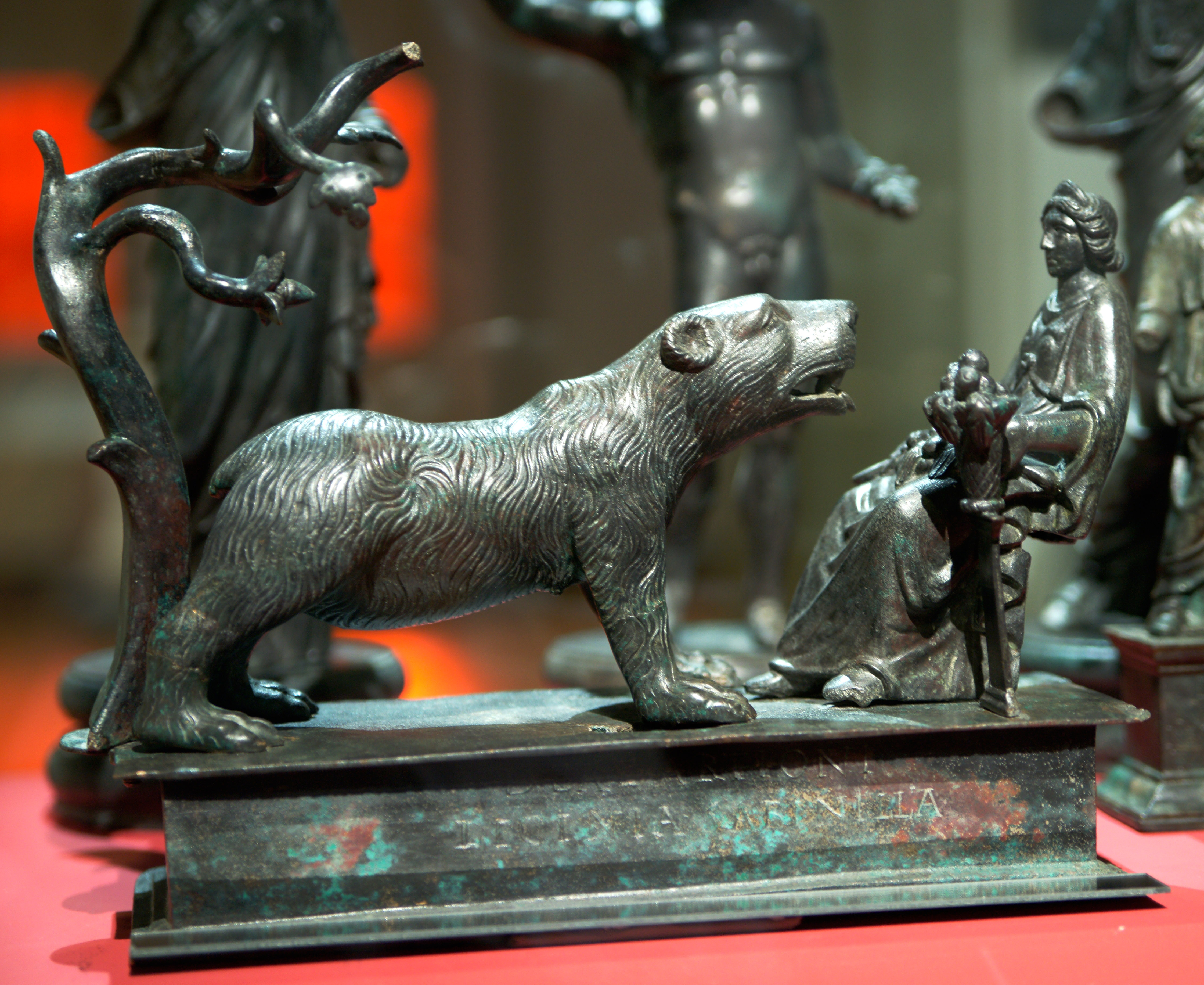
Artio-Plastik aus Bern

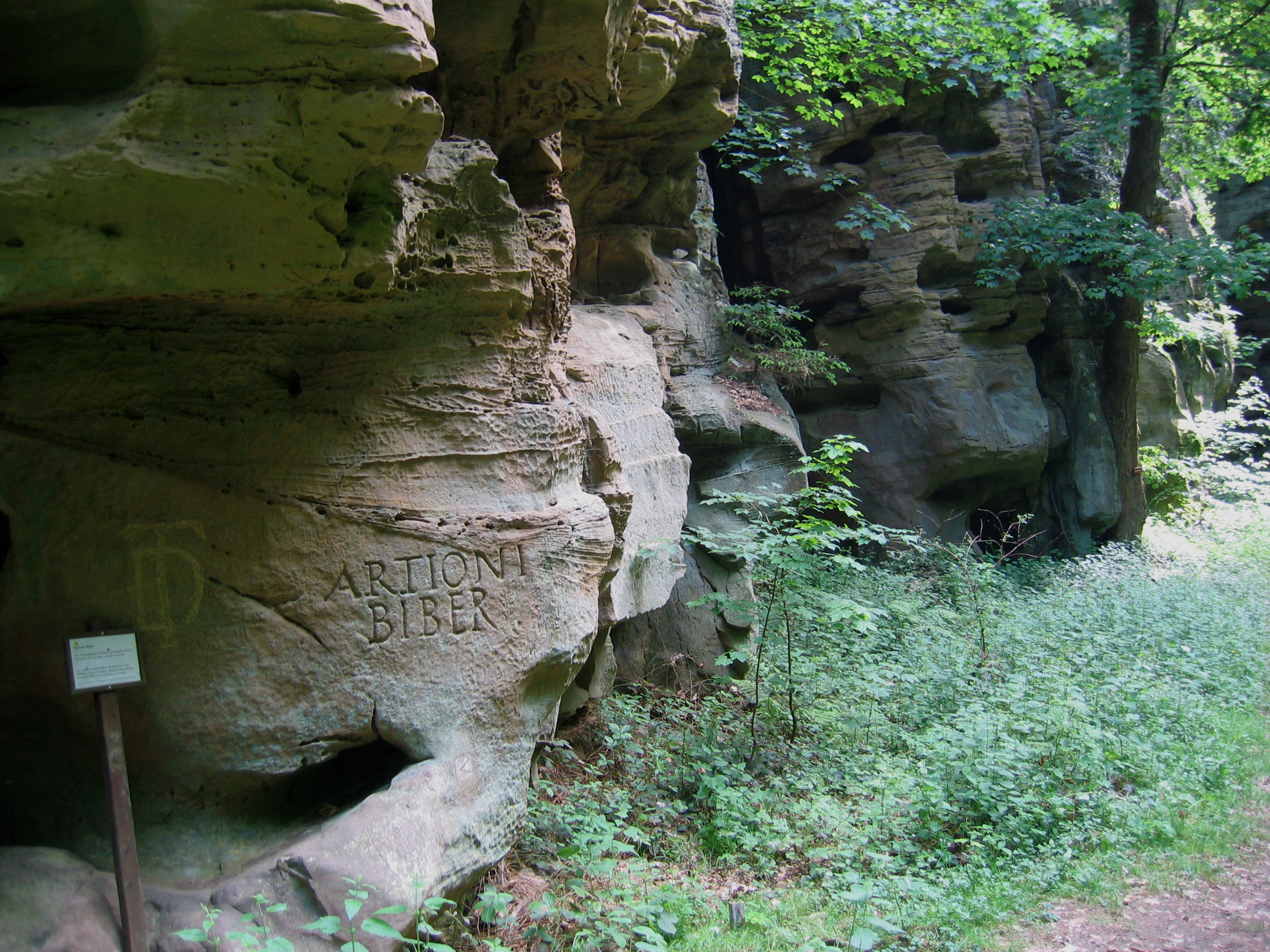
Artio-Inschrift bei Weilerbach

Eine in Muri bei Bern gefundene ca. 20 cm hohe Bronzeplastik stellt eine sitzende Göttin mit Fruchtkorb dar. Vor ihr steht ein riesiger Bär, dem sie offenbar die Früchte anbietet. Auf dem Sockel der Plastik steht die Inschrift: DEAE ARTIONI LICINIA SABINILLA, auf Deutsch übersetzt „Der Göttin Artio. Licinia Sabinilla (stiftete dies)“. Diese Plastik steht jetzt im Historischen Museum Bern.
In einer Schlucht bei Weilerbach im Sauertal fand sich die in den Fels gehauene Inschrift: ARTIONI BIBER.
Unklar ist, ob Ertae, ein Name, der sich auf dem Runenkästchen von Auzon findet, die anglisierte Form des Namens dieser Göttin ist.

## Weitere keltische Bärengottheiten
Im französischen Département Drôme wurden mehrere der Göttin Andarta („Große Bärin“) geweihte Inschriften gefunden. Ein männlicher Bärengott Artaios wurde in der Nähe von Grenoble verehrt. Die Lingonen kannten einen Bärengott Matunus.